# Пам'ятники та пам'ятні дошки Білої Церкви
Давнє місто Біла Церква має значну кількість пам'ятників, що відображують його історію: як окремих подій та персоналій безпосередньо пов'язаних з Білою Церквою, так і епох, які пережило місто.

## Пам'ятники
| Дім пам'яті ребе, проповідника з Чорнобиля (Аарон Тверський). Будівля побудована заново в 2006 році |

|  |
|  |

| Тут покояться останки наших співвітчизників, закатованих фашистами в роки минулої війни. Протягом 1941-1943 років гітлерівськими окупантами в м. Біла Церква було знищено майже 45 тисяч радянських військовополонених, партизан і підпільників. цивільних жителів міста і району. ВІЧНА ЇМ ПАМ'ЯТЬ |

| 12 липня 1999 року Закладено камінь на честь відкриття дитячого Айкі-центру в м.Біла Церква |

## Пам'ятні дошки
| Назва                                                            | Дата встановлення | Розташування                                                            | Фото | Короткі відомості |
| Будівельникам Білоцерківського ДБК, що звели Сімейну поліклініку |                   | на будівлі Поліклініки сімейного лікаря, вул. В'ячеслава Чорновола      |      | |
| Голубу Андрію Матвійовичу                                        |                   | На будівлі ЗОШ № 13, район Заріччя                                      |      | |
| Гродзинським Андрію і Дмитру Михайловичам                        |                   | на будинку на однойменній вулиці                                        |      | |
| Гончару Олесю                                                    |                   | На приміщенні житлового будинку на однойменній вулиці                   |      | |
| Єгорову Олександру Броніславовичу                                |                   | На приміщенні З. О.Ш. № 8                                               |      | |
| Кириленку Миколі Овер'яновичу                                    |                   | На Білоцерківському колегіумі, колишньому приміщення школи № 16         |      | |
| Котовському Григорію Івановичу                                   |                   | На будинку по вулиці Шолом-Алейхема                                     |      | Станом на травень 2023 року не демонтовано, попри приналежність до символів комуністичної пропаганди, приховано від публічного доступу. |
| Лесю Курбасу                                                     | 90-ті роки        | На Будинку офіцерів (приміщення театру імені Саксаганського)            |      | |
| Логінову Володимиру Івановичу                                    |                   | На приміщенні З. О. Ш. № 1                                              |      | |
| Мельнику Михайлу Миновичу                                        |                   | На колишній школі № 10, вул. Рибна                                      |      | |
| Митрофанову Михайлу                                              |                   | На однойменній вулиці на приміщенні багатоповерхового житлового будинку |      | |
| На честь будівництва дитячої поліклініки                         |                   | На дитячій стоматологічній поліклініці на вулиці Січневого прориву      |      | |
| Нечую-Левицькому Івану                                           |                   | На стіні готелю «Київ» на Торговій площі                                |      | Тимчасово демонтовано у зв'язку з ремонтними роботами на фасаді будинку. Станом на травень 2023 року не відновлено.                     |
| Павліченко Людмилі Михайлівні                                    |                   | На будівлі З. О. Ш. № 3 на однойменній вулиці                           |      | |
| Панічкіну Михайлу Степановичу                                    |                   | На будинку по вулиці Гайок                                              |      | |
| Паустовському Костянтину                                         |                   | На приміщенні кінотеатру імені Довженка                                 |      | |
| Подзігуну Володимиру Пилиповичу                                  |                   | На будинку по вулиці Шолом-Алейхема                                     |      | |
| Сошенку Івану Максимовичу                                        |                   | на центральному корпусі БНАУ                                            |      | |
| Стеценку Кирилу Григоровичу                                      |                   | на центральному корпусі БНАУ                                            |      | |
| Хмельницькому Богдану                                            |                   | На будинку по однойменній вулиці                                        |      | |
| Хрюкіну Тимофію Тимофійовичу                                     |                   | На колишньому будинку штабу по вулиці Гайок                             |      | |
| Чацькій Ружі                                                     |                   | На Зимовому палаці                                                      |      | |
| Чорноволу В'ячеславу                                             |                   | На будинку по вулиці Ярослава Мудрого                                   |      | |
| Шевченкові Тарасу Григоровичу                                    |                   | На Ансамблі споруд «Стара пошта»                                        |      | |
| Шолом-Алейхему                                                   |                   | на будівлі Білоцерківської книжкової фабрики (вулиця Леся Курбаса)      |      | |

## Скульптурки
Скульптурки – символи міста Біла Церква – серія з 12 міні-скульптурок, що розміщені в центральній частині Білої Церкви і розповідають цікаві історії міста. Проєкт здобув перемогу у Громадському бюджеті Білої Церкви 2020 року і втілений у 2021 році. У 2021 році ще 3 проєкти присвячені міні-скульптуркам (30 штук) перемогли у конкурсі і мали бути втілені у 2022 році. Реалізацію відкладено у зв'язку з повномасштабним вторгненням. Автор проєкту — Юрій Колотницький, скульптор — Максим Василенко.
| Назва                | Дата встановлення | Розташування                              | Фото | Відомості |
| -------------------- | ----------------- | ----------------------------------------- | ---- | --- |
| Білоцерківський скіф | грудень 2021      | біля краєзнавчого музею                   |      | На карті 1835 року білоцерківський історик Олексій Стародуб помітив кургани, що свідчить про те, що на території міста ховали скіфів. Cкіфи хоронили померлого разом з цінними речами: прикрасами, золотом, зброєю та іншим. У Білій Церкві знаходиться цінна річ – меч акінак, найпопулярніша зброя скіфів, віднайдений на наших землях на початку XX століття. Скульптурка знаходитися неподалік краєзнавчого музею, де зберігається цей експонат. |
| Ключ Ярослава        | грудень 2021      | Замкова гора                              |      | Біла Церква за свою історію мала дві назви – Юр'їв, на честь християнського імя князя Ярослава – Юрій та Біла Церква на честь церкви, яка в свій час вберегла мешканців від навали татар. Отже кожен, хто захоче «зайти» до міста, мусить знайти ключ, який Ярослав сховав у місці, що поєднує обидві назви міста. |
| Змієві вали          | грудень 2021      | пішохідний міст на Замковій горі          |      | Микита Кожум'яка – дужий і сильний богатир, якого київський князь просить звільнити його дочку князівну від Змія, який її викрав. Микита відправляється на бій і долає Змія. Після цього в народі виникла легенда, що величезні вали, які були вириті територією України задля безпеки від загарбників, так звані Змієві вали, які проходили і через наше місто, оскільки воно створювалося як форпост для захисту Києва, вирив ніхто інший як Микита Кожум'яка, який запряг Змія у плуг і пройшовся Україною. Тож скульптурка і знаходиться неподалік місця, де і проходили Змієві вали і де було засноване місто. |
| Магдебурзьке право   | грудень 2021      | біля будівлі Білоцерківської міської ради |      | Скульптура присвячена повстанням 1589-1596 років у Білій Церкві. Цей проміжок охопив відразу 3 великих повстання. У 1589 році Біла Церква нарешті отримала Магдебурзьке право. Для тих, хто не знає, Магдебурзьке право у ті часи це щось на зразок сучасної децентралізації та утворення самостійних громад. Білоцерківські міщани дуже зраділи цьому право, оскільки оголосили, що відтепер будуть самі господарями на своїй землі. Це надзвичайно не сподобалося князю Острозькому, якому належали Білоцерківські землі, тож білоцерківці почали повстання, яке було придушено військами Острозького, а його ватажків страчено. Проте хвиля козацько-селянських повстань не вщухала. У 1591 році почалося повстання Криштофа Косинського, який штурмом взяв Білу Церкву і зробив її своєю резиденцією, повстання тривало до 1593 року, в ході чого і загинув отаман. Проте нова хвиля нахлинула у 1594 році під проводом Северина Наливайка і знову центром повстання виступила Біла Церква. У 1596 році повстання придушили, а Наливайка четвертували. Ось так білоцерківці боролися за право володіти своєю землею, тож і скульптура присвячена повстанцям, що відстоювали Магдебурзьке право і свою свободу. Тож скульптурка знаходиться в самому центрі білоцерківської децентралізації. |
| Булава Гетьмана      | грудень 2021      | на приміщенні ЦНАП вул. Театральна        |      | Біла Церква – місто козацької слави. За свідченнями місцевих істориків, практично не могло бути в Україні гетьмана, який не бував в Білій Церкві. Для когось вона була рідним домом, як для визначного гетьмана нашого співвітчизника Івана Мазепи, який тут мав резиденцію. Так само як і гетьман Богдан Хмельницький після звільнення України від Польщі. Є свідчення, що тут був гетьман Дорошенко, який лупив святкові залпи з гармат на Замковій горі. Символ гетьманської влади – булава – одна з наших скульптур, неодмінний атрибут памяті про козацьку історію. Знаходиться вона в одному з місць сучасної влади. |
| Золото Мазепи        | грудень 2021      | вулиця Млинова, позаду Микільської церкви |      | Гетьман Іван Мазепа був надзвичайно багатим і за легендами сховав частину свого золота в своєму рідному місті, в Білій Церкві. Де воно – ніхто не знає. Пошуки тривають і по сей час, тож відтепер Золото Мазепи ви можете пошукати неподалік того, що після себе лишив гетьман в Білій Церкві. |
| Молот і голка        | грудень 2021      | міст через р. Рось                        |      | Центром Коліївщини у 18 столітті став Холодний Яр на Черкащині. Головними отаманами повстання проти польського гніту виступили Іван Гонта та Максим Залізняк. Їм за декілька тижнів вдалося розпалити повстання майже по всій Україні. Селяни та козаки масово повставали проти шляхтичів та лихварів, які не давали життя українцям. Цю подію описував в багатьох творах Тарас Григорович. Найбільш доленосною фразою з його творів про цю подію є «і повіє новий вогонь з Холодного Яру». У 1768 році повстання охопило Черкащину, Київщину, Житомирщину. Військо Залізняка спробувало взяти штурмом Білу Церкву – одне з найбільш укріплених місць. Загони на чолі з Микитою Швачкою, Іваном Бондаренком та Андрієм Журбою оточили Білу Церкву проте не змогли її взяти, оскільки тут знаходився російський гарнізон. Повстання значний час мало успіх і давало надії на визволення України, проте обєднані зусилля мосоковських і польських окупантів придушили повстання, а ключові особи були страчені. Найбільшу роль як мстителя і судді за погроми відіграв польський гетьман Ксаверій Браницький, який особисто захопив у полон 2000 гайдамаків і кожному з них призначав покарання: страта через повішення, відрубання голови, четвертування і саджання на палю. За таку нелюдську і жорстоку різанину, Браницького з подання Єкатеріни ІІ за наказом короля Польщі Понятовського було нагороджено подарунком – найбагатшим в Україні староством – Білоцерківським. Саме тому 2 з наших скульптурок присвячені Микиті Швачці (у вигляді голки) та Максима Залізняка (у вигляді молота), що кололи та молотили ворогів України. Вони розміщені у тому місці, звідки гайдамаки намагалися взяти штурмом Білу Церкву. |
| Скаут Слабченко      | грудень 2021      | на будівлі ДЮСШ "Богатир"                 |      | Скаути - молоді люди, які займаються фізичним, духовним та освітнім розвитком. Протягом першої половини XX століття скаутський рух поширився по всьому світу. Перші аналоги скаутингу виникли у 1900-их роках на Західній Україні, а вже у 1911 році у Львові почали утворюватися перші скаутські загони. Найбільш відомі товариства, які діяли на території Західної України були Пласт, Січ та Сокіл. Що стосується Наддніпрянської України, що довгий час знаходилася під окупацією Російської імперії, західні тенденції доходили повільніше. Проте з приходом української влади у 1917 році почали формуватися перші скаутські загони. Одним із таких був білоцерківський скаутський загін, сформований випускником Білоцерківської гімназії Євгеном Слабченком. Він сформував перший в Україні підручник «Український скаутинг» та пише статут Білоцерківського бой-скаутського куреня, на який згодом спиралися усі бой-скаутські загони України. У 1918 році Слабченко бере участь у антигетьманському повстанні Січових Стрільців, яке почалося з Білої Церкви на боці Дерикторії. Після цього був дипломатом від УНР в Європі та США. У 20-их роках 20 століття починає займатися мистецтвом кіно. Став режисером багатьох стрічок у Франції та Іспанії, заснував Товариство «Друзі українського кіно», що пропагувало українські фільми у світі. Один з фільмів Ежена Деслава (псевдонім Слабченка за кордоном) став найкращим іноземним фільмом в одній з номінацій у США. Скульптурка Слбаченку знаходиться біля однієї зі спортивних шкіл міста, неподалік місця, де білоцерківські юнаки у минулому столітті любили купатися. |
| Бронепотяг Петлюри   | грудень 2021      | вул. Леся Курбаса                         |      | У листопаді 1918 року у Білій Церкві розпочалося антигетьманське повстання Січових Стрільців під проводом головного отамана Симона Петлюри, полковників Євгена Коновальця та Андрія Мельника. Табір Січових Стрільців базувався неподалік залізничного вокзалу, тож його і було захоплено спершу. Згодом стрільці звільнили місто від залишків російської варти і рушили на Київ. Рухалися Стрільці залізницею, у них в розпорядженні був саморобний бронепотяг, який і став авангардом у бою з російськими частинами неподалік Мотовилівки, де Стрільці розгромили ворога. За місяць повстанці звільнили Київ і проголосили відновлення влади УНР. Ця подія стала однією з ключових в історії України, зокрема і Української революції. Цьому бронепотягу і присвячена скульптурка. А місце її розміщення знаходиться на тій вулиці, де знаходилася тогочасна друкарня, яка надрукувала відозву Головного Отамана Симона Петлюри до українців про початок повстання. |
| Американський літак  | грудень 2021      | на будівлі кінотеатру ім. О.Довженка      |      | Кінг-Конг. Але яке він має відношення до міста? Рівно сто один рік тому Білу Церкву і всю Україну окупували більшовики. Звільняли країну українські війська разом з польськими. Одним з підрозділів польської армії був дивізіон Косцюшка, який складався переважно з американських пілотів. Американці таким чином хотіли віддячити полякам за допомогу у війні за незалежність США. Ініціатором формування цього підрозділу був американець Меріан Купер. Після звільнення Києва від більшовиків, цей підрозділ дислокувався у Білій Церкві. Тут з аеродрому, який знаходився на сучасній вулиці Курсовій американці здійснювали розвідувальні польоти. На жаль, упродовж місяця більшовики зібралися з силами та завдали удару по звільненим українським землям. Згодом Купер з приємністю згадував українські вечори, коли юнаки і дівчата в національному вбранні збиралися та співали народних пісень. У липні під час одного з боїв з підрозділів Будьоного, більшовики збили його літак, а він потрапив у полон. Будьонний обіцяв великі гроші за голову Купера, проте американцю вдалося переконати більшовиків, що він звичайний пролетарій з Чикаго, якого примусили воювати. Здійснив невдалу спробу втекти з полону, 9 місяців будував залізницю під Москвою. І все ж Куперу вдалося втікти з полону і пройти 700 км до Польщі, де був нагороджений орденом. Після повернення до США, Купер зайнявся журналістикою, а згодом продюсерською роботою в Голівуді. В один з моментів свого життя Купер зацікавився життям горил, після чого написав сценарій про гігантську мавпу та її пригоди в Нью-Йорку, після чого став продюсером фільму Кінг-Конг, який отримав небувалу славу і залишається популярним по наш час. До речі, у сцені, де Кінг-Конг трощить будівлю, а його обстрілюють з літаків, пілотом одного з літаків був Купер. Ця скульптура знаходиться у місці, безпосередньо пов’язаному з його професійною діяльністю. |
| Театральні маски     | грудень 2021      | на будівлі центральної бібліотеки         |      | Біла Церква була і лишається одним із центрів розвитку театрального мистецтва. Так і трохи менш як 100 років тому ключову роль у Білій Церкві відіграли 3 визначні українські театрали: Лесь Курбас, Михайло Старицький та Панас Саксаганський. У липні 1920 року відбулася велика подія – у білоцерківському театрі «Палас» вперше відбулася вистава українською мовою трагедії Шекспіра «Макбет», головну роль в якій і виконав Курбас. Панас Саксаганський був керівником створеного у 1918 році Державного народного театру, згодом виступав у різних театрах, у 1937 році найкращому в Україні пересувному театрі з Білої Церкви було присвоєно імя Панаса Саксаганського. Михайло Старицький також є одним із корифеїв українського театру, який відіграв ключову роль у створенні українського театру. Цим 3 діячам і присвячена скульптура, яка знаходиться біля місця розташування тогочасного білоцерківського театру. |

## Колишні пам'ятники
| Спаси Господи людей Твоих и благослови все, что принадлежитъ Тебѣ Длѧ победы на враговъ православным христианамъ и сохрани силою Креста Твоею тѣх среди которых пребываешь Ты. |

| ПОКЛОННЫЙ КРЕСТ В ЧЕСТЬ ПОДПИСАНИЯ ДОГОВОРА О ВЗАИМОПОМОЩИ РОССИЙСКОГО И УКРАИНСКОГО КАЗАЧЕСТВА НА БЕЛОЦЕРКОВСКОЙ РАДЕ 14 ОКТЯБРЯ 2004 ГОДА Подарен казаками Общероссийской общественной организации "ОБЪЕДИНЕНИЕ КАЗАКОВ МЕСТ НЕТРАДИЦИОННОГО ПРОЖИВАНИЯ" Изготовлен в г. Москве казаками И.А. КОНОНОВЫМ, Ю.В. ПОДИСОВЫМ, А. М. КОНОНОВЫМ |

## Колишні пам'ятні дошки
| Назва | Дата встановлення | Дата знесення | Розташування                                             | Фото | Короткі відомості |
| Варинському Людвіку                                                                                        |                   |               | На центральному корпусі БНАУ                             |      | Демонтовано у зв'язку з виконанням декомунізаційних законів |
| Гаркуші Миколі Андрійовичу                                                                                 |                   |               | На приміщенні школи мистецтв № 1                         |      | Демонтовано у зв'язку з виконанням декомунізаційних законів |
| Горькому Максиму                                                                                           |                   |               | На житловому будинку по вул. Я.Мудрого                   |      | Тривалий час була анахронізмом, оскільки вулиця, названа на честь нього, ще початку 1990-х року була перейменована на вул. Ярослава Мудрого Демонтовано у зв'язку з виконанням декомунізаційних законів                                                                                            |
| На честь першого повітового з'їзду Рад робочих, селянських та солдатських депутатів Васильківського повіту |                   |               | На Будинку офіцерів                                      |      | Демонтовано у зв'язку з виконанням декомунізаційних законів |
| Погребняку Петру Леонтійовичу                                                                              |                   |               | на центральному корпусі БНАУ                             |      | Демонтовано у зв'язку з виконанням декомунізаційних законів |
| Примакову Віталію Марковичу                                                                                |                   |               | На Будинку Таубіна                                       |      | Демонтовано у серпні 2019 р., однак під нею залишилась давніша дошка присвячена Примакову |
| Сломчинському Павлу Павловичу                                                                              |                   |               | на житловому будинку по вулиці Чорновола                 |      | Демонтовано у зв'язку з виконанням декомунізаційних законів |
| Урицькому Мойсею Соломоновичу                                                                              |                   |               | На центральному корпусі БНАУ                             |      | Демонтовано у зв'язку з виконанням декомунізаційних законів |
| Турчанінову Костянтину Михайловичу                                                                         |                   | 2022          | на площі Перемоги                                        |      | Демонтовано у зв'язку з рішенням виконавчого комітету Білоцерківської міської ради |
| Рум'янцевій Надії                                                                                          |                   | 2022          | На Площі Шевченка                                        |      | Демонтовано у зв'язку з рішенням виконавчого комітету Білоцерківської міської ради |
| Підпільному райкому КП(б)У                                                                                 |                   | 2022          | на будинку Білоцерківської районної ради (Соборна площа) |      | Демонтовано у зв'язку з виконанням декомунізаційних законів |
| На честь схвалення Білоцерківським полком березневих статей                                                |                   | 2020          | на будинку Білоцерківської районної ради (Соборна площа) |      | На пам'ятній дошці було зображено герб з однією стрілою, тоді як на гербі Білої Церкви три стріли. Все це пов'язано з пізнішою зміною радянського гербу міста, так як три стріли нагадували український тризуб. Демонтовано у зв'язку з рішенням виконавчого комітету Білоцерківської міської ради |
| Крижанівському Іллі Петровичу                                                                              |                   | 2020          | На житловому будинку на вулиці Добровольчих батальйонів  |      | Демонтовано у зв'язку з виконанням декомунізаційних законів |